# Голубацкая крепость
Голубацкая крепость (венг. Galambóc, серб. Голубачки Град, Голубац) — средневековое крепостное сооружение, построенное в XIV веке на берегу Дуная близ Железных Ворот. Находится на территории современной Сербии между селом Голубац и городом Кладово.
Ранняя история крепости мало изучена. Ещё до основания крепости в её окрестностях находилось римское поселение, иногда называемое «Columbiara». Была ли современная крепость сооружена сербами или венграми, точно не установлено. Православная часовня в одной из башен указывает на то, что по крайней мере основу крепости, или верхний город, соорудил православный представитель знати.
Неизвестно также и когда началось сооружение крепости, хотя большинство мнений сходится в том что это был ранний XIV век. Первое упоминание крепости датируется 1355 годом как военное укрепление под властью венгерской армии.
Наиболее драматичным периодом в истории крепости был XV век, когда венгерский король доверил управление крепостью сербским деспотам Лазаревичам и Бранковичам.
В 1427 году Голубацем овладел турецкий султан Мурад II. Опасаясь усиления его позиций на Балканах, венгерский король Сигизмунд отправил в 1428 году на освобождение крепости многотысячное войско венгров, валахов, поляков и итальянцев. Осада крепости не увенчалась успехом, во время неё сложил голову прославленный рыцарь Завиша Чёрный.

## Архитектура
В крепости девять башен, высота которых колеблется от 20 до 25 метров, наиболее древними считаются пять из них. Башни соединяются спускающимися с утёса к реке каменными стенами, ширина которых достигает 280 см.

## Современная история
В 30-х годах 20ого века через крепость была построена магистраль вдоль Джердапского ущелья. Крепость начала разрушаться.
В 70-х годах при строительстве Джердапской ГЭС была проведена консервация крепости. Часть крепости оказалась затоплена. Первый этаж Пушечной башни, пристроенной турками, затоплен и сейчас.
В 1979 году крепость Голубац объявлена памятником культуры особого значения.

В 2014 году при финансировании ЕС началась реставрация Голубацкой крепости. 

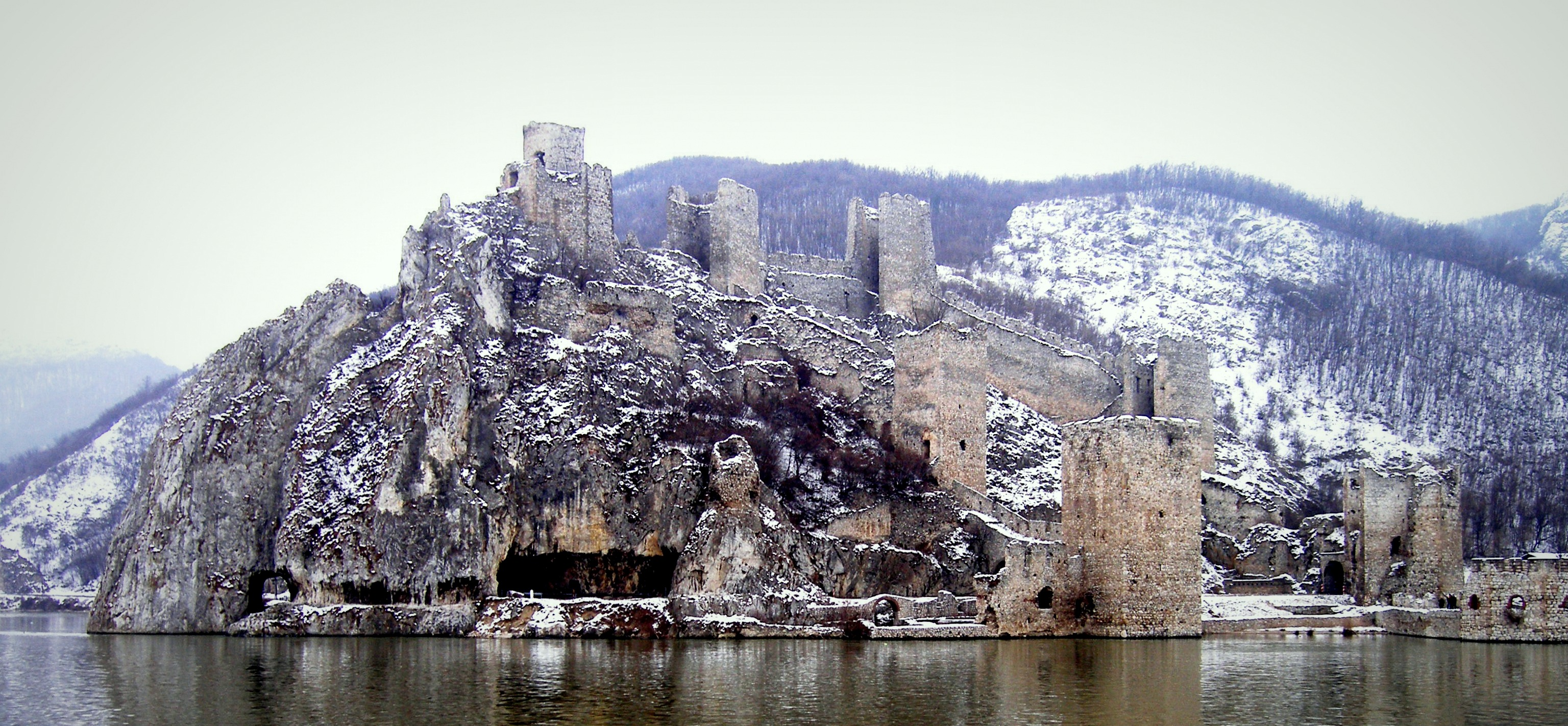
2009 год, крепость Голубац в заброшенном состоянии
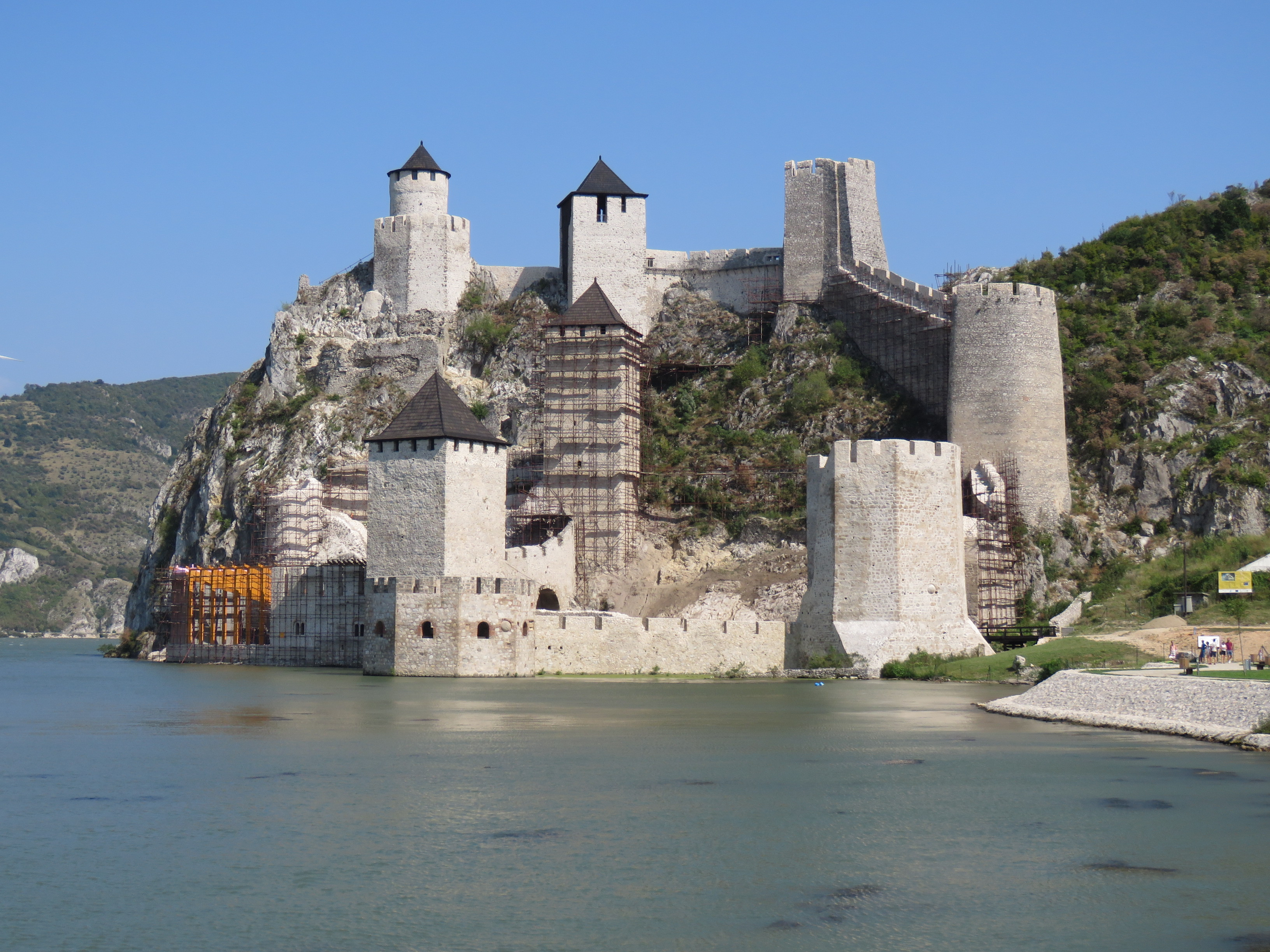
2018 год. Крепость Голубац в процессе реставрации

## Посещение
Голубацкая крепость открыта для посещений туристами. По крепости разработано 4 маршрута:
- зеленый - доступен для всех без специальных условий;
- синий, красный, черный - доступен только для совершеннолетних и в подходящей обуви.

Время работы крепости зависит от сезона. Зеленый маршрут доступен в любое время, остальные лишь в пятницу, субботу и воскресенье.